# Hurt (piosenka Roya Hamiltona)
Hurt – piosenka z 1954 r., którą  stworzył Jamie Crane i Al Jacobs. "Hurt" jako pierwszy wykonywał Roy Hamilton.

## Wersje innych artystów
- W 1954 r. Ricky Denell nagrał przebój popowy z „Hurt”.
- W 1961 r. Timi Yuro weszła na czwarte miejsce w Hot 100 ze swoją wersją tej piosenki.
- W 1967 r. włoski piosenkarz Fausto Leali odniósł sukces z miejscową wersją „Hurt” – „A chi” i był na topie we Włoszech w 1967 r.
- W 1976 r. Elvis Presley nagrał tę piosenkę do swojego albumu.
- W 1976 r. grupa The Manhattans nagrała album The Manhattans ze swoją wersją piosenki.
- W 1986 r. Juice Newton osiągnęła swój trzeci przebój nr 1 ze swoją wersją „Hurt”.